# Sint-Pauluskathedraal (London, Ontario)
De Sint-Pauluskathedraal (Engels: St. Paul's Cathedral) in London, Ontario, Canada, is de zetel van het bisdom Huron van de Anglicaanse Kerk van Canada. 

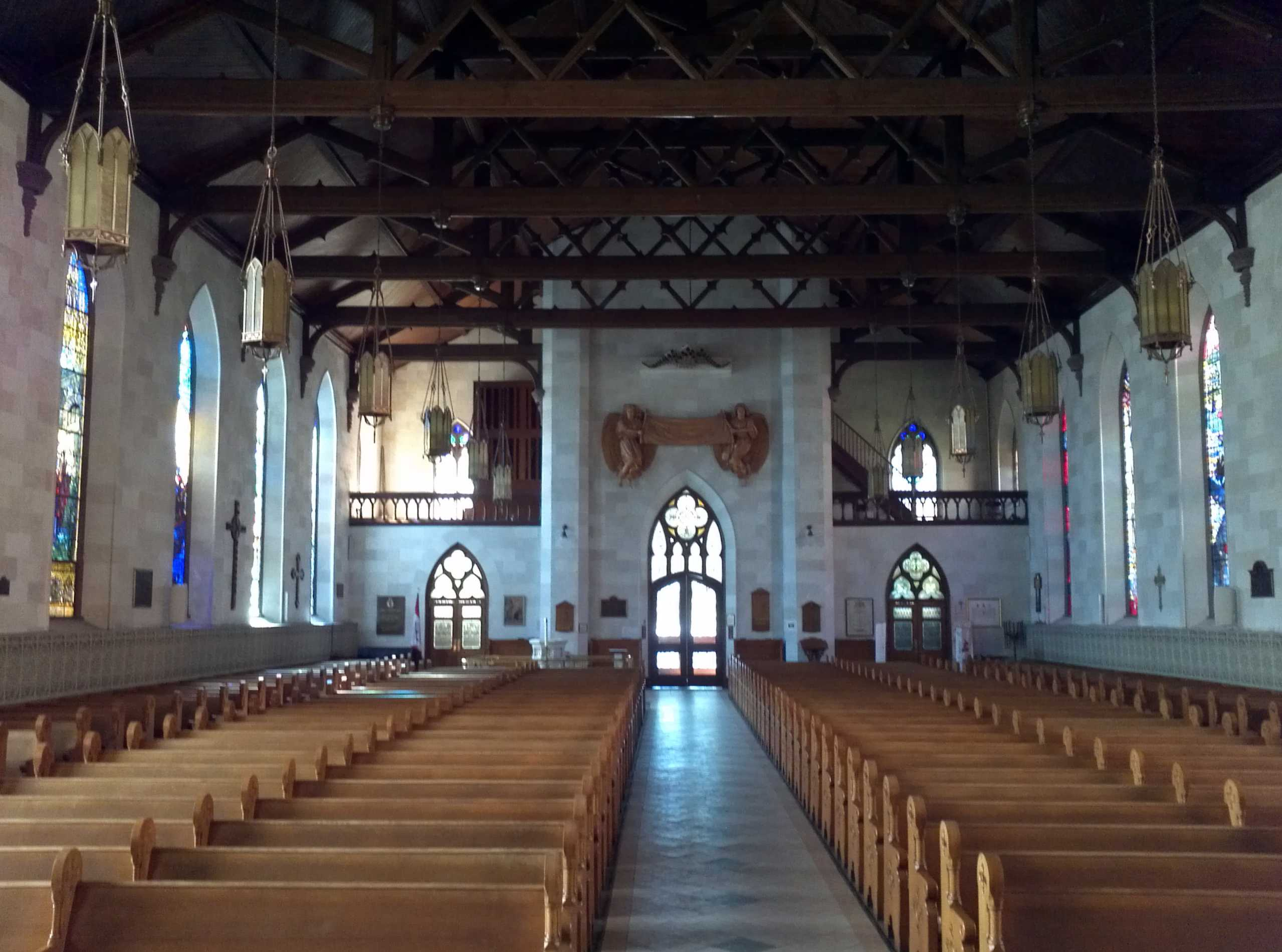
Kerkschip

De kerk werd in neogotische stijl door William Thomas ontworpen en tussen 1844 en 1846 gebouwd, nadat de iets oudere kerk uit 1834 in 1844 door een brand werd getroffen. 
De Sint-Pauluskathedraal is het oudste kerkgebouw van de stad.